# انحجاز رئوي
الانحجاز الرئوي هو حالة طبية لا يحدث فيها ارتباط قطعة من الأنسجة التي تتطور في نهاية المطاف إلى أنسجة الرئة بإمداد الدم الشرياني الرئوي مثلما يكون الحال في الرئة النامية بشكل طبيعي. وبالتالي فإن هذا النسيج المعزول يكون غير متصل ببنية مجرى الهواء القصبي الطبيعي، ويفشل في العمل والمساهمة في تنفس الكائن الحي.
عادة ما تشخص هذه الحالة عند الأطفال ويُعتقد عمومًا أنها خلقية بطبيعتها. تشخص هذه الحالة بشكل متزايد في الرحم  قبل الولادة عن طريق الأمواج فوق الصوتية.

## الشرح
يمكن أن تختلف الأعراض بشكل كبير، ولكنها تشمل السعال الجاف المستمر.

## المضاعفات
يمكن أن يؤدي عدم إزالة الانحجاز الرئوي إلى عدد من المضاعفات. وتشمل هذه:
- نزيف قاتل محتمل
- حصول تحويلة من اليسار إلى اليمين، حيث يتدفق الدم في مسار مختصر عبر تغذية الشريان الأورطي
- العدوى المزمنة بأمراض مثل:
  - توسع القصبات
  - داء الدرن
  - داء الرشاشيات
  - القصبات السرطاوية (الكارسينوئيد القصبي)
  - سرطان الخلايا الحرشفية القصبي المنشأ

## السبب
ما يزال هناك الكثير من الجدل حول ما إذا كان انحجاز الرئة مشكلة خلقية أو مكتسبة من خلال عدوى رئوية متكررة. من المعتقد على نطاق واسع أن الانحجاز الرئوي خارج الفقم هو نتيجة للتشوه الرئوي قبل الولادة بينما يمكن أن تتطور عمليات الانحجاز الرئوي داخل الفص بسبب الالتهابات الرئوية المتكررة لدى المراهقين والشباب. تتضمن النظرية الأكثر دعمًا لحدوث الانحجاز وجود برعم رئوي إضافي ينشأ من الجانب البطني للمعي الأمامي البدائي. يهاجر النسيج متعدد الخصائص من برعم الرئة الإضافي هذا باتجاه ذيلي مع الرئة النامية بشكل طبيعي. يتلقى إمدادات الدم من الأوعية التي تتصل بالشريان الأورطي وتغطي المعى الأمامي البدائي. تبقى هذه المرفقات بالشريان الأورطي وتشكل الإمداد الشرياني الجهازي للانحجاز. يؤدي التطور الجنيني المبكر لبرعم الرئة الإضافي إلى تكوين عزل داخل أنسجة الرئة الطبيعية. يغلف الانحجاز داخل نفس الغطاء الجنبي. هذا هو البديل داخل الرئة. في المقابل، ينتج عن التطور اللاحق لبرعم الرئة الإضافي نوع خارج الرئة قد يؤدي إلى الاتصال مع الجهاز الهضمي. عادةً ما يكون لكلا النوعين من الانحجاز إمداد شرياني من الشريان الأورطي الصدري أو البطني. نادرًا ما يكون محور الاضطرابات الهضمية أو الثدي الداخلي أو الشريان تحت الترقوة أو الشريان الكلوي متورطًا. يحدث الانحجاز داخل الرئة داخل غشاء الجنب الحشوي لأنسجة الرئة الطبيعية. عادة، لا يحدث اتصال مع الشجرة الرغامية القصبية. الموقع الأكثر شيوعًا هو الجزء القاعدي الخلفي، ويظهر ما يقرب من ثلثي الانحجاز الرئوي في الرئة اليسرى. يحدث التصريف الوريدي عادة عن طريق الأوردة الرئوية. الاتصال المعى الأمامي نادر جدًا، والشذوذ المرتبط به غير شائع. يعزل الانحجاز خارج الرئة تمامًا في كيسه الجنبي. قد يحدث فوق الحجاب الحاجز أو بداخله أو أسفله، ويظهر جميعها تقريبًا على الجانب الأيسر. لا يحدث اتصال مع الشجرة الرغامية القصبية. يتم الصرف الوريدي عادة عن طريق الجهاز الوريدي النظامي. تعد الاتصالات مع المعى الأمامي والتشوهات المصاحبة لها، مثل فتق الحجاب الحاجز، أكثر شيوعًا.

## التشخيص
انحجاز القصبات الرئوية (BPS) هو تشوه خلقي نادر في الجهاز التنفسي السفلي. وهو يتألف من كتلة غير عاملة من أنسجة الرئة الطبيعية التي تفتقر إلى الاتصال الطبيعي مع شجرة القصبة الهوائية، والتي تتلقى إمداد الدم الشرياني من الدورة الدموية الجهازية.
يُقدَّر أن انحجاز القصبات الرئوية يشتمل على واحد إلى ستة بالمائة من جميع التشوهات الرئوية الخلقية، ما يجعله اضطرابًا نادرًا للغاية.
يصنف الانحجاز تشريحيًا، انحجاز داخل الفصين حيث تقع الآفة داخل الفص الطبيعي ويفتقر إلى غشاء الجنب الحشوي الخاص به. انحجاز خارج الفص الرئوي حيث توجد الكتلة خارج الرئة الطبيعية ولها غشاء الجنب الحشوي الخاص بها، يحصل على إمداد الدم بنسبة 75% من انحجاز الرئة من الشريان الأورطي الصدري أو البطني. تتلقى نسبة 25% المتبقية من الانحجاز تدفق الدم من الشرايين تحت الترقوة، أو الوربية، أو الرئوية، أو التامور، أو الشرايين الداخلية، أو الداخلية، أو الاضطرابات الهضمية، أو الطحال، أو الشرايين الكلوية.